# Roca Blanca (la Vall de Boí)
La Roca Blanca és una petita muntanya que al terme municipal de la Vall de Boí, a la comarca de l'Alta Ribagorça, i dins de la zona perifèrica del Parc Nacional d'Aigüestortes i Estany de Sant Maurici. El petit cim, de 2.297 metres, és una petita elevació de la Serra de Llats, en la carena que separa les valls de Sant Nicolau al nord i de Sant Martí al sud. Està situat entre la Roca Roia a ponent i el Tuc de la Comamarja a llevant.